# 里斯表示定理
在泛函分析中有多个有名的定理冠以里斯表示定理（英語：Riesz representation theorem），它们是为了纪念匈牙利数学家弗里杰什·里斯。

## 希尔伯特空间的表示定理
此定理說明希尔伯特空间的連續線性泛函都可以表示成內積。
定理：{\displaystyle H}是個複希尔伯特空间（也就是标量是複數），那對於任意連續線性泛函 解析失败 (SVG（MathML可通过浏览器插件启用）：从服务器“http://localhost:6011/zh.wikipedia.org/v1/”返回无效的响应（“Math extension cannot connect to Restbase.”）：): {\displaystyle  f:H\to\C }
，存在唯一的 {\displaystyle v_{f}\in H} 使得
{\displaystyle f(h)=\langle v_{f},\,h\rangle }
證明的重點在於先證明{\displaystyle f} 的核的正交补是 {\displaystyle H} 的一维子空间，然後取那个子空间中一个非零元素 {\displaystyle z}，設 {\displaystyle v_{f}={\frac {f(z)\cdot z}{{\|z\|}^{2}}}}。

### 與狄拉克符號的關係
这个定理也是量子力学中的狄拉克符号於數學上合理的依據；也就是說，当機率幅 {\displaystyle \langle \psi |\phi \rangle } 對每個任意態向量 {\displaystyle |\phi \rangle } 都是連續的時候，可以視為每个左向量 {\displaystyle \langle \psi |} （也就是表示躍遷到 {\displaystyle \psi } 狀態的機率幅的線性泛函）都有一个相应的右向量 {\displaystyle |\psi \rangle } 來同時代表同一個純態 {\displaystyle \psi } ，因為根據以上的表現定理， {\displaystyle \langle \psi |\phi \rangle } 就是 {\displaystyle |\psi \rangle } 和 {\displaystyle |\phi \rangle } 的內積。

## 里斯-马尔可夫表示定理

### 歷史
历史上，通常认为这个定理同时由里斯和弗雷歇发现

给定算子 {\displaystyle A[f]}，（任何人）可以構造一個有界变差函数 {\displaystyle \alpha (x)}，使得，對任何连续函数 {\displaystyle f(x)} ，（任何人）有
{\displaystyle A[f]=\int _{0}^{1}f(x)\,d\alpha (x)}。

 {\displaystyle A[f]}  {\displaystyle \alpha (x)}  {\displaystyle f(x)} 
{\displaystyle A[f]=\int _{0}^{1}f(x)\,d\alpha (x)}.

 — Riesz, 1909

### 支集為緊的連續函數空間
{\displaystyle C_{c}(X)} 意為由所有支集為紧的连续函数 {\displaystyle f:X\to \mathbb {C} } 所構成的函数空间。
定理： {\displaystyle X} 是局部紧的豪斯多夫空间 ，則對正线性泛函 {\displaystyle \Lambda :C_{c}(X)\to \mathbb {R} ^{+}}，存在一個含有所有 {\displaystyle X} 的博雷爾集的Σ-代数 {\displaystyle {\mathfrak {M}}} ，且存在唯一的测度{\displaystyle \mu :{\mathfrak {M}}\to \mathbb {R} ^{+}\cup \{-\infty ,\,\infty \}} 使得
{\displaystyle \Lambda (f)=\int _{X}f\,d\mu }
且（以下的條件稱為正則的） 
- 对所有 {\displaystyle X} 的紧子集 {\displaystyle K\subseteq X} ，{\displaystyle \mu (K)\in \mathbb {R} }。
- 若 {\displaystyle E\in {\mathfrak {M}}}  ，則 {\displaystyle \mu (E)=\inf\{\mu (U):E\subseteq U,\,U{\text{ is open}}\}}
- 若 {\displaystyle E\in {\mathfrak {M}}} 且 {\displaystyle \mu (E)\in \mathbb {R} } ，則 {\displaystyle \mu (E)=\sup\{\mu (K):K\subseteq E,\,K{\text{ is compact}}\}}
- 若{\displaystyle O} 為 {\displaystyle X} 的開集，則{\displaystyle \mu (O)=\sup\{\mu (K):K\subseteq O,\,K{\text{ is compact}}\}}

### 於無窮遠處消失的連續函數空間
里斯-马尔可夫表示定理也有以下不同的版本：
設 {\displaystyle C_{0}(X)} 為 {\displaystyle X} 上所有在無窮遠處消失的连续函数 {\displaystyle f:X\to \mathbb {C} } 所構成的函数空间。
定理：{\displaystyle X} 是局部紧的豪斯多夫空间。則對有界线性泛函 {\displaystyle \Lambda :C_{0}(X)\to \mathbb {R} }，存在一個含有所有 {\displaystyle X} 的博雷爾集的Σ-代数 {\displaystyle {\mathfrak {M}}} ，且存在唯一的正則测度{\displaystyle \mu :{\mathfrak {M}}\to \mathbb {R} \cup \{-\infty ,\,\infty \}} 使得
{\displaystyle \Lambda (f)=\int _{X}f\,d\mu }
且 {\displaystyle \Lambda } 的范数是 {\displaystyle \mu } 的全变差（英語：total variation），即
{\displaystyle \|\Lambda \|=|\mu |(X).}
最后，{\displaystyle \Lambda } 是正的当且仅当测度 {\displaystyle \mu } 是非负的。 
注：{\displaystyle C_{c}(X)} 上的有界线性泛函可唯一地延拓为 {\displaystyle C_{0}(X)}上有界线性泛函，因为后一个空间是前者的闭包。但是 {\displaystyle C_{c}(X)} 上一个无界正线性泛函不能延拓为 {\displaystyle C_{0}(X)} 上一个有界线性泛函。因此前两个结论应用的情形稍微不同。